# Прушинка
Пру́шинка — село в Україні, у Козятинській громаді Хмільницького району Вінницької області. Населення становить 260 осіб.

## Історія
Станом на 1885 рік у колишньому власницькому селі Дубово-Махаринецької волості Бердичівського повіту Київської губернії мешкало 493 особи, налічувалось 97 дворових господарств, існували православна церква, школа, постоялий будинок, водяний і 2 вітряних млини.
За переписом 1897 року кількість мешканців зросла до 838 осіб (396 чоловічої статі та 442 — жіночої), з яких 863 — православної віри.

## Відомі люди
У селі народився Янчук Борис Васильович (1935—2009) — український письменник.